# 2021年海地油罐车爆炸事故
2021年海地油罐车爆炸事故，是2021年12月当地时间14日早晨，发生在海地第二大城市海地角市的一起油罐车爆炸事故，事故至少造成90人死亡。

## 背景
长期以来，海地為西半球最貧困的國家，該國的經濟和政治危機又因時任總統若弗內爾·摩依士被暗殺以及地震（造成2,248人罹難）而惡化。海地的组织犯罪在地震後開始猖獗，並導致该国出现燃料危机，有組織犯罪团伙通过拦截燃料运输道路、绑架运输车司机等方式阻碍海地燃料运输和災後重建，燃料供应严重不足造成本就因電網不穩而依賴汽油發電機的醫院、學校和企業被迫關閉。直至事故發生前1個月，幫派首領吉姆·切里齊耶允許卡車進入首都太子港，燃料運輸車才恢復交付。

## 事件
事件当地时间12月14日早晨，海地海地角市東部聖瑪莉（Sanmarie）地區一輛裝載34,000公升（9,000美制加侖）汽油的油罐车為閃避摩托车而发生翻車事故。油罐车倾覆造成燃油泄露，此时尚未出现火情。惟因海地近期的燃油短缺危机，周围居民搶裝泄露的燃油，油罐车司机曾警告取油人群有爆炸危险，但人群并未听取勸告，汽油很快流到附近的垃圾堆，从而引发爆炸，即刻造成多人死亡，附近50多棟建筑和车辆均被烧毁。
事故已造成90人罹难，死亡人數可能進一步攀升。亦有數人因踩踏而受傷。

## 後續
救護車在事故發生後5個小時抵達現場，而由於海地角最大醫院因當地幫派問題而於2021年11月關閉，事故傷者被送往規模較小、設備較缺乏的醫院，導致醫院不堪負荷而無法處裡傷者，部分傷患因缺乏病房而被安置於醫院的地板和庭院，並且有14人在醫院死亡。該市因此部署野外醫院協助照料傷患。聯合國兒童基金會也向該市運送治療燒燙傷患者的醫療設備。
海地總理和代理總統阿里埃爾·亨利後於同月15日宣布全國哀悼3日。